# صموئيل إف. هيرسي
صموئيل إف. هيرسي هو سياسي أمريكي، ولد في 12 أبريل 1812 في Sumner, Maine ‏ في الولايات المتحدة، وتوفي في 3 فبراير 1875 في بانجور في الولايات المتحدة. نشط حزبياً في الحزب الجمهوري. وقد انتخب عضو مجلس النواب الأمريكي ‏.